# Queudes
Queudes ist eine französische Gemeinde mit 82 Einwohnern (Stand: 1. Januar 2022) im Département Marne in der Region Grand Est (bis 2015 Champagne-Ardenne). Sie gehört zum Arrondissement Épernay und zum Gemeindeverband Sézanne-Sud Ouest Marnais. Die Bewohner werden Queudois genannt.

## Geografie

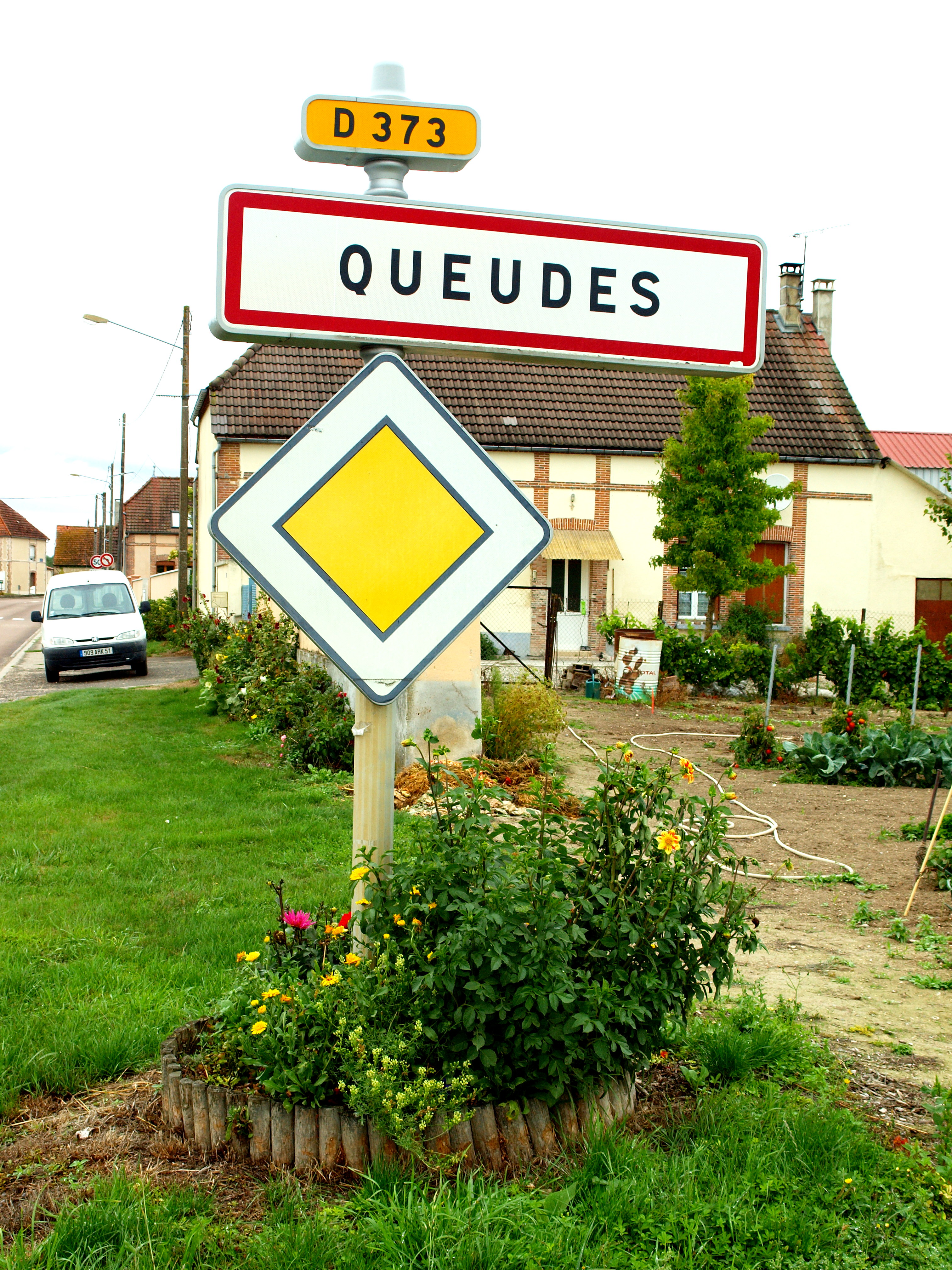
Ortseingang Queudes

Die Gemeinde Queudes liegt etwa 55 Kilometer nordwestlich von Troyes am Ruisseau de Choisel, einem kleinen Nebenfluss der Aube im westlichen Teil der Champagne sèche, der „trockenen Champagne“, auch „lausige Champagne“ (Champagne pouilleuse) oder „kreidehaltige Champagne“ (Champagne crayeuse) genannt. Die Umgebung zeichnet sich durch von großflächigen Äckern bedeckte sanfte Hügel aus. Die Umgebung ist für den Weinbau ungeeignet und so findet man erst etwa sechs Kilometer westlich nahe Barbonne-Fayel Rebstöcke des Weinbaugebietes Côte de Sézanne innerhalb der Weinbauregion Champagne. Im Gemeindegebiet von Queudes verläuft parallel zum Ruisseau de Choisel der Be- und Entwässerungskanal Canal de Choisel. Umgeben wird Queudes von den Nachbargemeinden Chichey im Norden, Gaye im Osten, La Chapelle-Lasson im Südosten (Berührungspunkt), Villeneuve-Saint-Vistre-et-Villevotte im Süden, Barbonne-Fayel im Westen sowie Saudoy im Nordwesten.

## Ortsname
Zur Gemeindegründung 1793 hieß der Ort Quendes; die Schreibweise änderte sich über Quindes zum bis heute gebräuchlichen Queudes (ab 1801).

## Bevölkerungsentwicklung
| Jahr      | 1962 | 1968 | 1975 | 1982 | 1990 | 1999 | 2006 | 2015 | 2021 |
| Einwohner | 74   | 72   | 83   | 74   | 73   | 70   | 76   | 99   | 83   |

Im Jahr 1856 wurde mit 169 Bewohnern die bisher höchste Einwohnerzahl ermittelt.Die Zahlen basieren auf den Daten von cassini.ehess.fr und INSEE

## Sehenswürdigkeiten
- Kirche Saint-Pierre-aux-Liens
- Taubenturm
- Dolmen des Mardelles unmittelbar westlich von Queudes bei Feldarbeiten in einem Tumulus 1913 ausgegraben, schon auf dem Gemeindegebiet von Barbonne-Fayel befindlich[4]

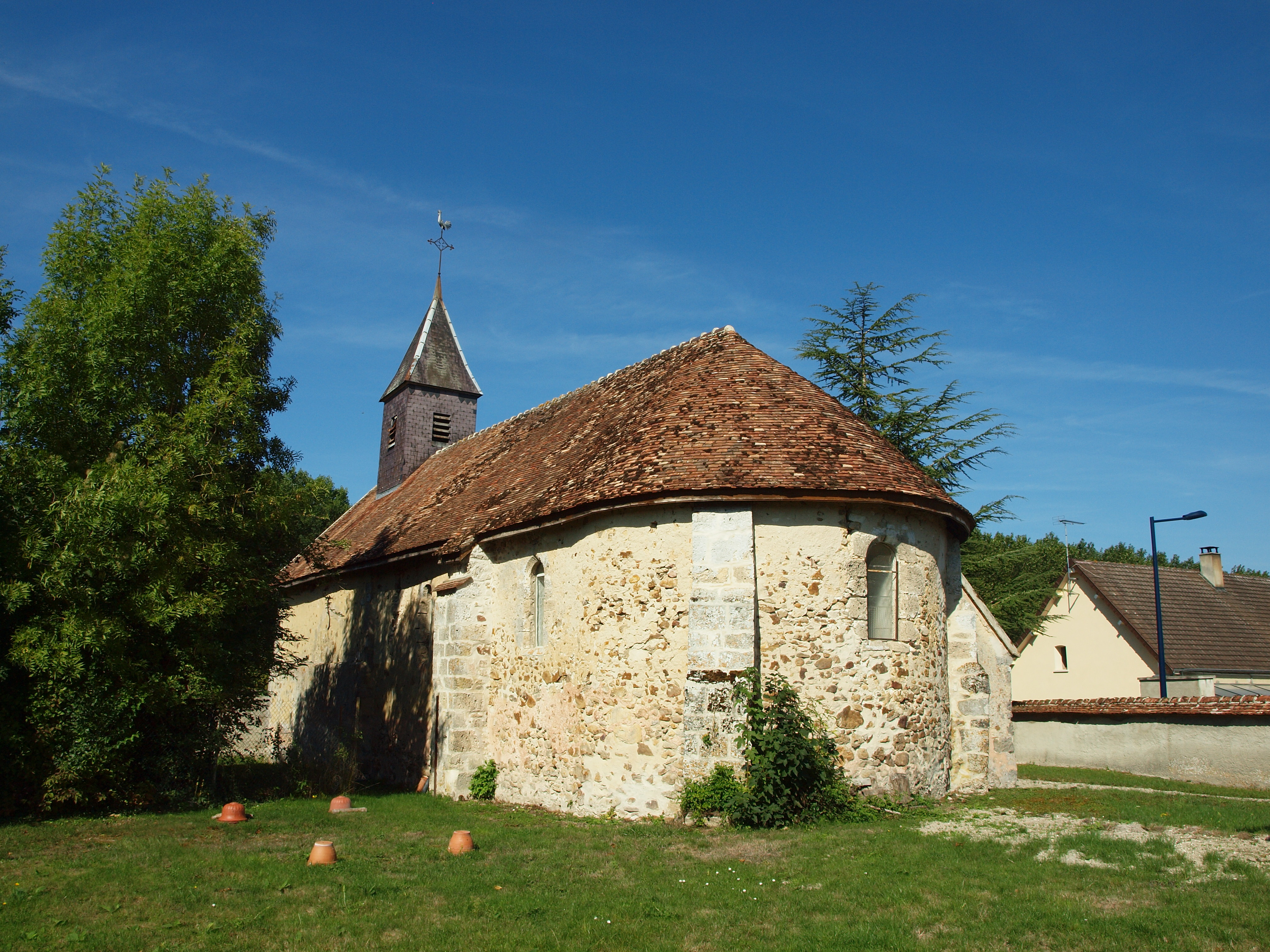
Kirche Saint-Pierre-aux-Liens
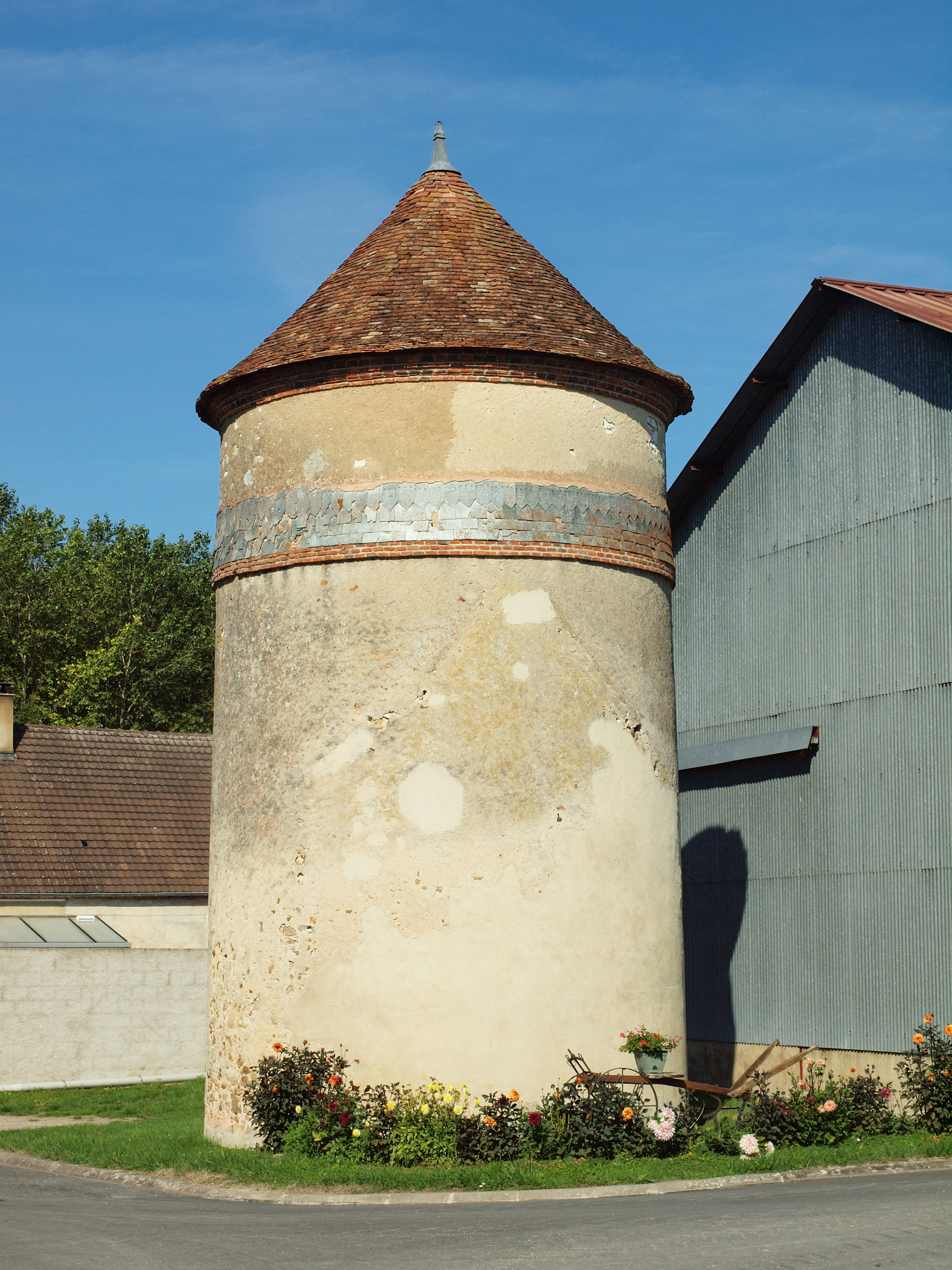
Taubenturm
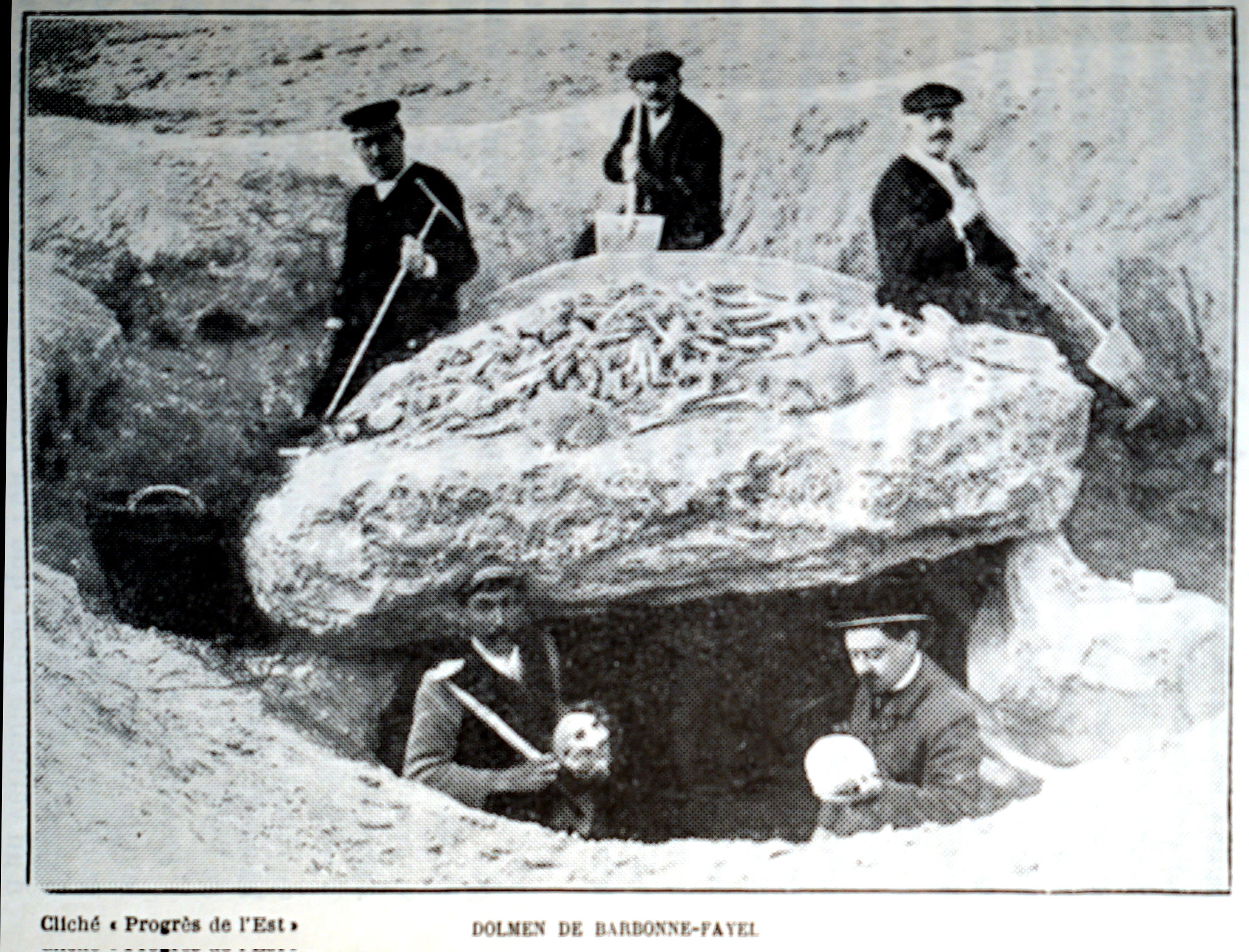
Ausgrabung des Dolmen 1913

## Wirtschaft und Infrastruktur
In Queudes sind zehn Landwirtschaftsbetriebe ansässig (Anbau von Getreide und Hülsenfrüchten).
Durch Queudes führt die Fernstraße D373 (frühere RN 373) von Sézanne über Anglure nach Méry-sur-Seine.

## Belege
1. ↑  Queudes, auf cassini.ehess.fr (französisch)
2. ↑  auf cassini.ehess.fr
3. ↑  Queudes auf insee.fr
4. ↑  Dolmen sous tumulus in der Base Mérimée des französischen Kulturministeriums (französisch)
5. ↑  Landwirtschaftsbetriebe auf annuaire-mairie.fr (französisch)